# Sinadelius guangxiensis
Sinadelius guangxiensis är en stekelart som beskrevs av He och Chen 2000. Sinadelius guangxiensis ingår i släktet Sinadelius, och familjen bracksteklar. Inga underarter finns listade i Catalogue of Life.